# Vajska
Vajska (in serbo Вајска?) è un villaggio della Serbia situato nella municipalità di Bač, nel Distretto della Bačka Meridionale, nella provincia autonoma di Voivodina. La popolazione della cittadina conta 3 169 abitanti, la cui maggioranza è costituita da Serbi (censimento del 2002).